# Segeletz
Segeletz ist ein Ortsteil der Gemeinde Wusterhausen/Dosse im Landkreis Ostprignitz-Ruppin in Brandenburg. 
Der Ort liegt südöstlich des Kernortes Wusterhausen/Dosse an der B 5. Nordwestlich erstreckt sich das rund 157 ha große Naturschutzgebiet Bückwitzer See und Rohrlacker Graben. Südöstlich des Ortes liegt der Sonderlandeplatz Segeletz (siehe auch Liste der Verkehrs- und Sonderlandeplätze in Deutschland).

## Geschichte

### Eingemeindungen
Am 27. September 1998 erfolgte die Eingemeindung von Segeletz in die Gemeinde Wusterhausen/Dosse.

## Sehenswürdigkeiten
- In der Liste der Baudenkmale in Wusterhausen/Dosse sind für Segeletz zwei Baudenkmale aufgeführt, darunter die Dorfkirche Segeletz, ein Feldsteinbau aus dem 13. Jahrhundert (Umbau und Erweiterung um 1830) mit einem Westturm von 1830.

## Persönlichkeiten

### Söhne und Töchter des Ortes
- Friedrich Wilhelm Hermann Wagener (1815–1889), preußischer Jurist, Chefredakteur der Neuen Preußischen Zeitung (Kreuzzeitung) und konservativer preußischer Ministerialbeamter und Politiker
- Friedrich Wilhelm von Wuthenau (1722–1801), preußischer Generalmajor und Chef des Husarenregiments Nr. 10 sowie seit 1780 Herr auf Gilgenau im Kreis Osterode in Ostpreußen
- Manfred Richter (* 1951), Politiker (SPD), war Mitglied des Landtages Brandenburg